# Toussus-le-Noble
 Toussus-le-Noble  es una población y comuna francesa, en la región de Isla de Francia, departamento de Yvelines, en el distrito de Versailles y cantón de Versailles-Sud.

## Demografía
| 96                        | 65 | 40 | 43 | 50 | 54 | 38 | 41 | 42 | 46 | 56 | 62 | 47 | 60 | 61 | 77 | 70 | 68 | 79 | 89 | 84 | 85 | 95 | 117 | 132 | 158 | 214 | 208 | 247 | 174 | 150 | 686 | 659 | 823 | 829 |
| (Fuente: Cassini e INSEE) |    |    |    |    |    |    |    |    |    |    |    |    |    |    |    |    |    |    |    |    |    |    |     |     |     |     |     |     |     |     |     |     |     |     |

## La aviación en Toussus-le-Noble[7]

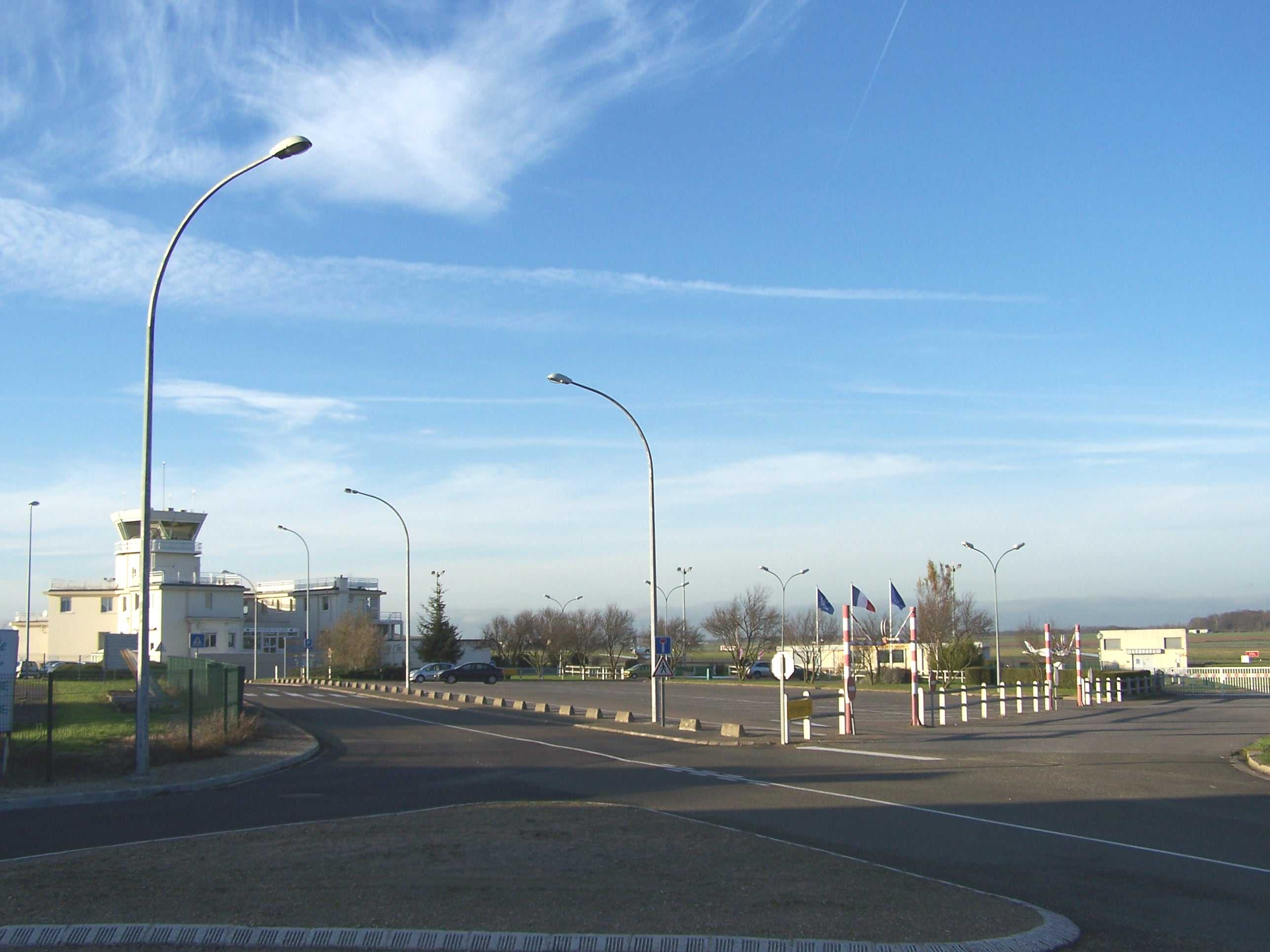
Aeródromo de Toussus-le-Noble.

En los inicios de la aviación, la instalación en la comuna de un aeródromo y de una escuela de vuelo por parte de los constructores Henri y Maurice Farman dio notoriedad a Toussus-le-Noble, contribuyendo también a su desarrollo.
El aeródromo, que celebró su centenario en 2007, se dedica a inicios del siglo XXI a la aviación deportiva y de negocios, albergando también escuelas de pilotos. Está equipado con dos pistas y reúne a cuarenta y siete empresas en sus 167 hectáreas.